# Сіналепа
Сі́налепа (ест. Sinalepa küla) — село в Естонії, у волості Рідала повіту Ляенемаа.

## Населення
Чисельність населення на 31 грудня 2011 року становила 20 осіб.

## Географія
Сіналепа межує з селами Панґа та Аммута.
Через населений пункт проходить автошлях 16111 (Паріла — Кійдева).